# Serge Tremblay
Pour les articles homonymes, voir Tremblay.
Serge Tremblay est un haltérophile canadien, né à La Malbaie (Québec) le 27 mars 1973 et ayant participé aux Jeux olympiques d'Atlanta en 1996. Durant ses 22 ans de carrière, il participe à plus de 60 compétitions à l'échelle provinciale, nationale et internationale.

## Biographie
Né à La Malbaie au Québec le 27 mars 1973, l'athlète passe son enfance dans la ville de Dolbeau-Mistassini.
C'est à Wolmirstedt, en Allemagne, que Serge Tremblay participe à son premier championnat du monde junior, en mai 1991. Il participe par la suite à de nombreuses compétitions de niveau international : les Jeux panaméricains de 1991 à Cuba, les Mid-Americain Championships de Chicago, les Jeux panaméricains de 1995, le 18e championnat du monde junior à Varna en Bulgarie. En 1992, il ira chercher trois victoires à Londres, Montréal ainsi qu’à Huntingdon, avant d’obtenir une neuvième position lors de sa troisième participation aux championnats du monde en carrière, en République tchèque, au mois de mai 1993. C'est à Istanbul, en Turquie, qu'il disputera son premier championnat du monde sénior, le 22 novembre 1994.
Le 26 juillet 1996, l’athlète vit l’aboutissement de toute une carrière, faisant partie de la délégation canadienne lors des 26e Jeux olympiques d’Atlanta. Fort d’un total au combiné de 327,5 kg, il récolte une 13e place chez les 83 kg. Il poursuivra les compétitions jusqu’en 2008, cumulant des participations à dix championnats canadiens séniors et à deux championnats du monde depuis 1997.